# Taeniarchis acrotoma
Taeniarchis acrotoma är en fjärilsart som beskrevs av Diakonoff 1953. Taeniarchis acrotoma ingår i släktet Taeniarchis och familjen vecklare. Inga underarter finns listade i Catalogue of Life.